# Isaac Newton
Sir Isaac Newton, talvolta italianizzato in Isacco Newton (Woolsthorpe-by-Colsterworth, 25 dicembre 1642 – Londra, 20 marzo 1727), è stato un matematico, fisico, astronomo, filosofo naturale, alchimista, teologo, cronologo inglese.
Considerato uno dei più grandi scienziati di tutti i tempi, ha anche ricoperto i ruoli di presidente della Royal Society (1703-1726), direttore della Zecca inglese (1699-1701) e membro del Parlamento (1689-1690 e 1701).

Firma di Isaac Newton

Noto soprattutto per la fondazione della meccanica classica, la teoria della gravitazione universale e l'invenzione del calcolo differenziale, contribuì significativamente a più branche del sapere, occupando una posizione di preminente rilievo nella storia della scienza e della cultura. Il suo nome è associato a leggi e teorie ancora oggi insegnate: si parla di dinamica newtoniana, di leggi newtoniane del moto, di legge di gravitazione universale. Più in generale, ci si riferisce al newtonianesimo come concezione del mondo, che ha influenzato la cultura europea per tutto il XVIII secolo.
Nella sua opera Philosophiae Naturalis Principia Mathematica (nota anche come Principia) del 1687, che segna la fine della rivoluzione scientifica, definì le regole fondamentali della meccanica classica attraverso le sue leggi del moto. Contribuì inoltre al progresso della teoria eliocentrica: a lui si deve la dimostrazione delle leggi di Keplero sul movimento dei pianeti. Oltre a dedurle matematicamente dalla soluzione del problema della dinamica applicato alla forza di gravità (problema dei due corpi), generalizzò le leggi di Keplero dimostrando che le orbite delle comete potevano essere non solo ellittiche (come quelle dei pianeti), ma anche iperboliche o paraboliche. Dimostrò l'universalità della gravitazione: la medesima legge di gravitazione universale governa i movimenti della Terra e di tutti gli altri corpi celesti.
Attratto dalla filosofia naturale, cominciò da giovane a leggere le opere di Cartesio, in particolare La geometria del 1637, in cui le curve sono rappresentate per mezzo di equazioni. Nel 1665 dimostrò il teorema binomiale e quindi, nel giro di un anno, scoprì le identità di Newton, il metodo di Newton, approssimò la serie armonica tramite i logaritmi e cominciò a sviluppare il calcolo infinitesimale. I lavori sul calcolo infinitesimale del 1666 anticiparono di circa dieci anni quelli di Leibniz, ma Newton pubblicò le sue scoperte solo nel De Quadratura Curvarum del 1704. Condivise quindi con Gottfried Wilhelm von Leibniz, suo malgrado, il merito per lo sviluppo del calcolo infinitesimale.
Fu il primo a mostrare che la luce bianca è composta dalla somma di tutti i colori dello spettro, avanzando l'ipotesi che la luce fosse composta da particelle. L'Opticks, del 1704, sarà un altro testo scientifico di riferimento per tutto il XVIII secolo. La teoria corpuscolare della luce era in contrapposizione alla teoria ondulatoria della luce, sostenuta da Robert Hooke, Christiaan Huygens, Eulero, Thomas Young e corroborata, nel XIX secolo, dai lavori di Maxwell e Hertz. La tesi corpuscolare trovò invece conferme, circa due secoli dopo, con l'articolo di Albert Einstein (1905) sull'interpretazione dell'effetto fotoelettrico a partire dal quanto di radiazione elettromagnetica, poi denominato fotone. Queste due interpretazioni coesisteranno nell'ambito della meccanica quantistica, fino al loro definitivo superamento (si veda: dualismo onda-particella).
Nel XX secolo la concezione newtoniana dello spazio e del tempo è stata superata. Nella teoria della relatività di Albert Einstein lo spazio e il tempo assoluti non esistono, sostituiti dallo spaziotempo. Ciò comporta dei cambiamenti nelle leggi del moto e della meccanica che, per velocità molto inferiori alla velocità della luce nel vuoto (c = 299792458 m/s), sono tuttavia praticamente impercettibili.

## Biografia

### Infanzia e giovinezza

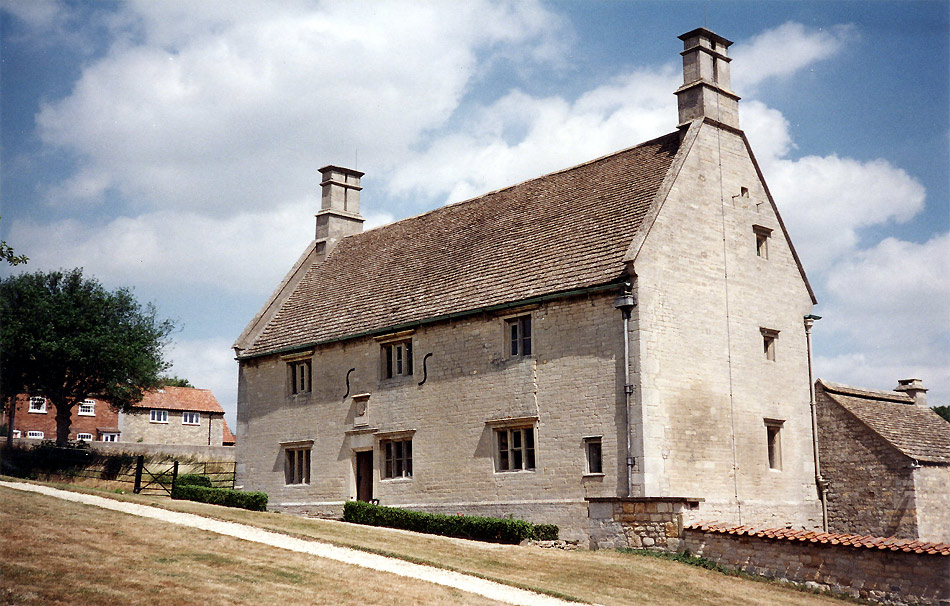
Woolsthorpe Manor, il luogo di nascita di Newton

Nacque a Woolsthorpe-by-Colsterworth, nel Lincolnshire, il 25 dicembre 1642 (secondo il calendario giuliano, allora in uso in Inghilterra), in una famiglia di allevatori. Suo padre, anch'egli di nome Isaac (1606-1642) e piccolo proprietario terriero, morì tre mesi prima della sua nascita; egli, sul proprio testamento, disegnò un uccello come suo segno distintivo al posto della firma, nonostante sapesse scrivere. Tre anni dopo sua madre, Hannah Ayscough (1623-1679), si risposò con un agiato chierico di nome Barnabas Smith, di sessant'anni, lasciando il piccolo Isaac alle cure dei nonni materni. Newton fu un bambino infelice: odiava il patrigno e pare che una volta sia giunto a minacciare d'incendiarne la casa.
Nel 1652, quando Newton aveva dieci anni, il patrigno morì lasciandogli un'eredità non indifferente con cui poté pagarsi l'istruzione alla King's School, a Grantham. Alloggiava presso la famiglia Clarke, in stretta amicizia con i Newton. Sembra che abbia avuto una relazione sentimentale con Catherine Storer, figliastra del padrone di casa; probabilmente l'unica relazione sentimentale che Newton ebbe nella sua vita. Durante quel periodo aveva iniziato a costruire meridiane, clessidre ad acqua e modelli di mulini funzionanti. Alla fine del 1658 la madre lo costrinse ad abbandonare gli studi e lo richiamò a casa per accudire i campi, ma si rivelò un pessimo agricoltore. Alla fine il suo maestro convinse la madre a fargli proseguire gli studi al Trinity College di Cambridge, dove si trasferì nel 1661. Come studente presso l'Università di Cambridge, Newton ha dovuto fare il cameriere alla mensa del college (dove egli indossava vestiti da donna) e prendersi cura delle stanze di altri studenti. Era un sizar, termine usato per descrivere uno studente che ha ricevuto assistenza finanziaria in cambio dello svolgimento di compiti umili.
A quel tempo gli insegnamenti universitari a Cambridge erano basati su Aristotele (filosofia e fisica), Euclide (matematica) e Tolomeo (astronomia), ma Newton vi aggiunse la lettura e lo studio di pensatori moderni come Copernico, Keplero, Cartesio e Galileo. Negli anni in cui era studente a Cambridge ebbe come docenti due figure di rilievo, Isaac Barrow e Henry More, che esercitarono su di lui una forte influenza. Nel 1665 ottenne il Bachelor of Arts; nel 1667 fu eletto Fellow del Trinity College. Nel 1668 conseguì il titolo di Master of Arts. Fu nominato professore lucasiano di matematica nel 1669 e rimase a Cambridge per 27 anni, insegnando quasi ogni anno, fino al 1696. Si dimise dal ruolo di professore e membro del Trinity College solamente alla fine del 1701, quando ormai risiedeva stabilmente a Londra da cinque anni.

### Maturità

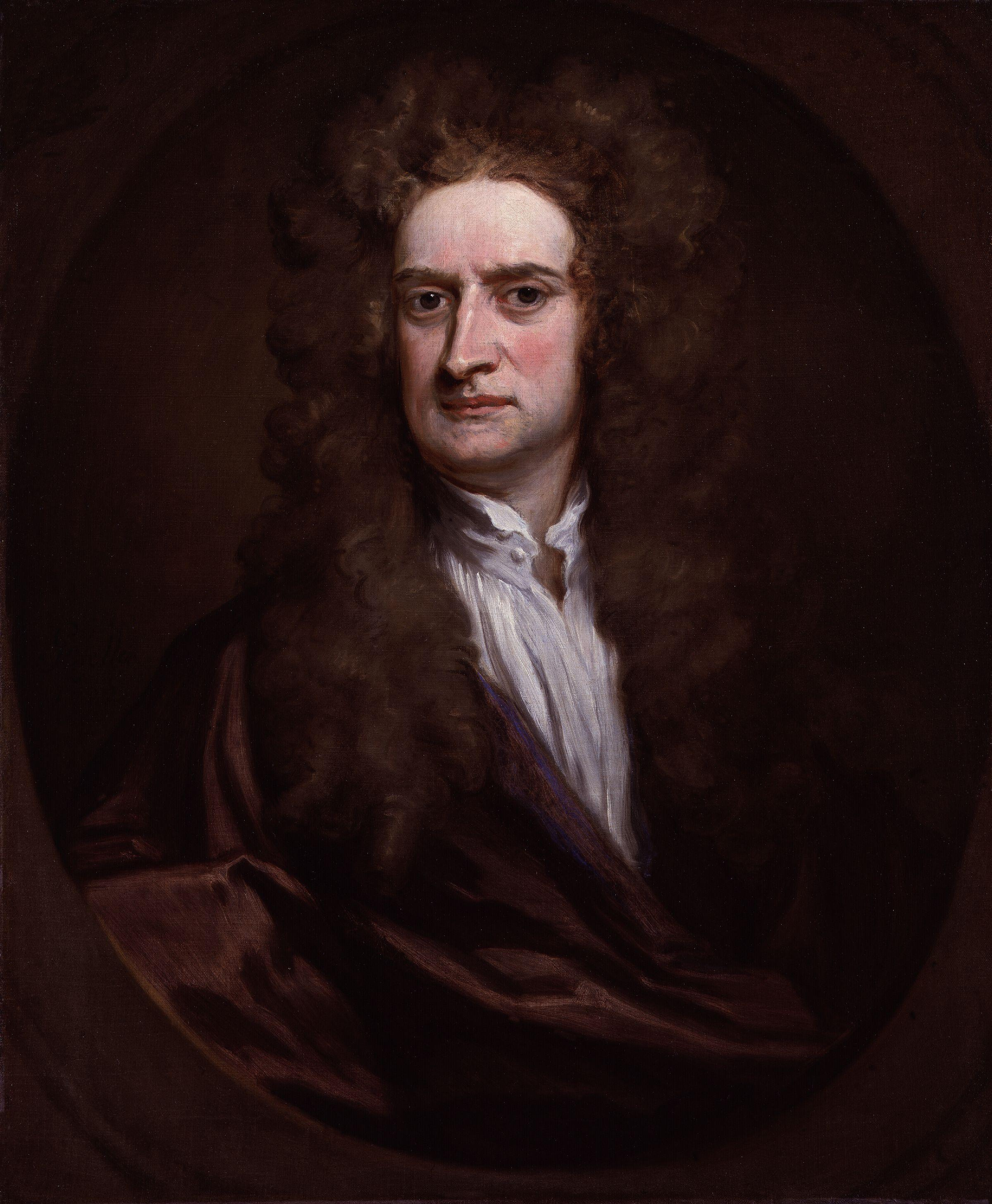
Isaac Newton in un ritratto di Godfrey Kneller (1702)

Nel 1665 dimostrò il teorema binomiale. Poco dopo il College fu chiuso per via della peste che, partita da Londra, si stava diffondendo nella zona. Newton approfittò di questa interruzione per proseguire gli studi per conto proprio. Durante un anno d'isolamento quasi assoluto scoprì, a soli 24 anni, le identità di Newton, il metodo di Newton, approssimò la serie armonica tramite i logaritmi e cominciò a sviluppare il calcolo infinitesimale.
I lavori sul calcolo infinitesimale alla metà degli anni '60 anticiparono di circa dieci anni quelli di Leibniz, ma Newton pubblicò le sue scoperte solo nel 1704, sostenendo di non aver pubblicato prima per timore di essere deriso. Dal 1699 alcuni membri della Royal Society accusarono Leibniz di plagio e cominciò una violenta contesa su chi avesse inventato il calcolo. Questa disputa amareggiò le vite di entrambi i contendenti fino alla morte di Leibniz nel 1716. Anche dopo la morte, Newton continuò a denigrare la memoria dell'avversario fino a compiacersi di avergli «spezzato il cuore».
Dal 1670 al 1672 si occupò di ottica. Durante questo periodo studiò la rifrazione della luce dimostrando che un prisma può scomporre la luce bianca in uno spettro di colori, mentre una lente convergente e un secondo prisma possono ricomporre lo spettro in luce bianca. Da questo lavoro concluse che ogni telescopio rifrattore avrebbe sofferto della dispersione della luce in colori, e inventò il telescopio riflettore per aggirare il problema. Nel 1671 la Royal Society lo chiamò per una dimostrazione del suo telescopio riflettore. L'interesse suscitato lo incoraggiò a pubblicare le note On Colours (Sui colori). Quando Robert Hooke criticò alcune delle sue idee, Newton ne fu così offeso che si ritirò dal dibattito pubblico e i due rimasero nemici fino alla morte di Hooke. In una lettera a Robert Hooke del 5 febbraio 1676 scrisse
(Isaac Newton)
Benché questa frase, coniata nel Medioevo da Bernardo di Chartres, appaia come segno di modestia, da alcuni è ritenuta pungente: Hooke era un uomo di bassa statura e Newton potrebbe aver alluso di essersi ispirato a studiosi di statura intellettuale ben maggiore di quella di Hooke. Forse non è casuale che il testo newtoniano sulla luce (Opticks, Ottica) sia stato pubblicato solo nel 1704, un anno dopo la morte di Hooke.
La dedizione di Newton alla scienza è chiaramente dimostrata da un esperimento sull'ottica. Credendo che il colore fosse provocato dalla pressione sull'occhio, s'infilò un ago da calza nell'orbita oculare fino a quando poté stimolare il retro del suo bulbo oculare, annotando freddamente «cerchi bianchi, scuri e colorati fintanto che continuava ad agitarlo».
Newton pensava che la luce fosse composta di particelle. Altri fisici, tra i quali Hooke, preferirono una spiegazione ondulatoria. Nel suo Hypothesis of Light (Ipotesi sulla luce) del 1675, Newton postulò l'esistenza dell'etere per trasmettere le forze tra le particelle. Successivamente Henry More, suo collega a Cambridge, ravvivò il suo interesse per l'alchimia, al punto che Newton sostituì la teoria dell'etere con misteriose forze d'attrazione e repulsione tra particelle, fondate su idee ermetiche. Negli anni '70 rifiutò la filosofia meccanicista cartesiana, ritenendola fonte di conseguenze teologicamente errate. Inoltre si convinse che la vera filosofia naturale non fosse da cercare nelle opere dei suoi contemporanei, ma piuttosto nelle opere dell'antica tradizione alchemica e nei libri sacri.
Ai tempi di Newton, tutti i fellow di Cambridge avevano l'obbligo di prendere gli ordini sacri entro sette anni dalla nomina. Newton fece un primo tentativo di evitare l'ordinazione cercando invano di procurarsi un posto vacante di fellow in giurisprudenza, poiché in questo caso si era esentati dall'obbligo. Verso la fine del 1674 Newton si adoperò, assieme all'amico Francis Aston, per ottenere la dispensa dall'obbligo di prendere gli ordini. Mentre Aston non riuscì nell'intento, Newton ottenne la dispensa dall'ordinazione a chierico anglicano, firmata dal re Carlo II in data 2 marzo 1675. I motivi del rifiuto di Newton erano di natura teologica: essendo segretamente anti-trinitario, era di fatto eretico rispetto all'ortodossia della chiesa anglicana.

### La mela, la gravità e i Principi
Hooke elaborò il principio di attrazione gravitazionale nel 1665 nel volume Micrographia. Nel 1666 collaborò alla stesura di On Gravity (Sulla Gravità) per la Royal Society, in cui compariva la trascrizione della sua conferenza sui Movimenti Planetari come Problema Meccanico, tenuta presso la Royal Society il 23 maggio 1666. Nel 1674 pubblicò le sue idee sulla gravitazione nel libro An Attempt to prove the motion of the Earth by Observations (Un tentativo di dimostrare il moto della Terra mediante osservazioni).
Nella monografia del 1674 Hooke postulò chiaramente la mutua attrazione tra il Sole e i pianeti, con una intensità che cresceva con la vicinanza fra i corpi, insieme con un principio di inerzia lineare. Sosteneva inoltre che l'origine del moto curvilineo fosse l’azione di una forza attrattiva, ma non faceva alcuna menzione al fatto che queste attrazioni obbedissero a una legge di proporzionalità con l'inverso del quadrato della distanza. Nel seguito, annunciava la sua "supposizione" della legge di gravitazione universale:
(Robert Hooke, 1674)
Tale ipotesi non era tuttavia accompagnata da prove e dimostrazioni matematiche soddisfacenti. Su questo aspetto glissò, dicendo che avrebbe affrontato il problema al termine dei lavori che stava compiendo. Soltanto cinque anni dopo, il 6 gennaio 1679, Hooke suppose che l'attrazione tra due corpi raddoppiasse con il dimezzarsi della distanza tra i centri di massa dei due corpi.
Nel novembre del 1679 iniziò uno scambio di lettere con Newton, che sono state recentemente pubblicate. Hooke disse a Newton di essere stato nominato responsabile della corrispondenza per la Royal Society, e chiedeva a Newton pareri su vari argomenti tra cui la spiegazione del moto dei pianeti tramite il moto rettilineo lungo la tangente all'orbita più una forza attrattiva diretta verso il centro oppure sulle sue ipotesi riguardo alle leggi e alle cause dell'elasticità. Newton in risposta propose un esperimento "dei suoi" (di Hooke) che avrebbe potuto rivelare il movimento della Terra, consistente in un corpo inizialmente sospeso in aria, poi lasciato cadere per misurarne la deviazione dalla verticale e ipotizzò come avrebbe continuato a muoversi il corpo (con una traiettoria a spirale verso il centro), se la Terra non lo avesse fermato.
«Il 13 dicembre 1679 Newton scrisse un'importante lettera a Hooke, nella quale si può vedere che a quella data aveva raggiunto una profonda comprensione della fisica del moto causato da una forza centrale, e fornisce la prova che aveva sviluppato un metodo matematico approssimato molto efficace per calcolare le orbite per diverse forze centrali.»
Nella prima edizione dei Principia (1687), l'ipotesi di Hooke sulla gravitazione universale non veniva citata. Pare che, dopo aver sentito delle rivendicazioni di priorità da parte di Hooke, Newton avesse eliminato molti riferimenti a Hooke dalle bozze del testo. In una lettera a Halley del 1686, Newton lamentava che: 
(Isaac Newton, 1686)
Nella seconda edizione (1713), Newton permise che il suo editore, Roger Cotes, scrivesse nella prefazione 
(Roger Cotes, 1713)
Ma anche questa modesta concessione venne cancellata dalla terza (1726) e definitiva edizione dei Principia. 
Si racconta che Newton nel 1666, il suo annus mirabilis, fosse seduto sotto un melo nella sua tenuta a Woolsthorpe, quando una mela gli cadde in testa. Ciò, secondo la leggenda diffusa dal massone Voltaire nella quindicesima delle sue Lettere filosofiche  (1733), lo fece pensare alla gravitazione e al perché la Luna non cadesse sulla Terra come la mela. Cominciò dunque a ipotizzare una forza che diminuisce con l'inverso del quadrato della distanza, come l'intensità della luce. Non tenne però conto delle perturbazioni planetarie, e di conseguenza i suoi calcoli sul moto della Luna non risultarono corretti. Deluso, smise di pensare alla gravitazione.
La storia della mela è un'esagerazione di un episodio narrato da Newton stesso, secondo il quale egli sedeva a una finestra della sua casa a Woolsthorpe, quando vide una mela cadere dall'albero. A ogni modo, si ritiene che anche questa versione sia stata inventata da Newton, per dimostrare quanto egli fosse abile a trarre ispirazione da eventi quotidiani. Uno scrittore suo contemporaneo, William Stukeley, registrò nelle sue Memoirs of Sir Isaac Newton's Life (Memorie della vita di Sir Isaac Newton) una conversazione avvenuta a Kensington un anno prima della morte di Newton, nella quale ricordava «quando, per la prima volta, la nozione di forza di gravità si formò nella sua mente. Fu causata dalla caduta di una mela, mentre sedeva in contemplazione. 'Perché la mela cade sempre perpendicolarmente al terreno?' pensò tra sé e sé. Perché non potrebbe cadere a lato o verso l'alto, ma sempre verso il centro della Terra?»
Nel 1679 Newton ritornò ai suoi studi sulla gravità, sulla determinazione delle orbite dei pianeti e sulle leggi di Keplero, consultandosi con Robert Hooke (si veda l'approfondimento La controversia con Hooke sulla priorità nella scoperta della gravitazione universale) e con John Flamsteed, astronomo reale. Nel 1680, dopo uno scambio epistolare con Hooke, risolse un problema astronomico fondamentale: data la forza centrale d'attrazione del Sole, calcolare l'orbita di un pianeta (che risulterà ellittica, come previsto dalla prima legge di Keplero).
«Londra, 14 gennaio 1684. Tre insigni studiosi si ritrovano in una caffetteria per discutere di un tema scientifico di grande rilievo: sono l'architetto e matematico Christopher Wren, il fisico Robert Hooke e l'astronomo Edmond Halley, il più giovane della compagnia. Il tema dibattuto riguarda la possibilità di spiegare le leggi di Keplero dei moti planetari sulla base di una semplice forza di attrazione tra i corpi celesti. Tutti e tre sospettano che la forza sia inversamente proporzionale al quadrato della distanza tra i corpi, ma nessuno di loro è in grado di derivare rigorosamente da questa ipotesi le leggi scoperte da Keplero (in particolare la forma ellittica delle orbite). Wren lancia allora una sfida: regalerà un libro del valore di quaranta scellini (un premio in fin dei conti modesto) a chi gli presenterà una dimostrazione convincente.»
Newton avrebbe probabilmente tenuto per sé la propria scoperta del 1680, se nell'agosto 1684 Edmund Halley non fosse andato a trovarlo, chiedendogli di dimostrare che dalla legge dell'inverso del quadrato della distanza derivano le orbite ellittiche di Keplero. Newton gli rispose di aver già dimostrato tale connessione anni prima, ma di non avere sotto mano gli appunti. Tuttavia nel novembre 1684 inviò a Halley un manoscritto di nove pagine, intitolato De motu corporum in gyrum (Sul moto dei corpi in orbita), in cui ricavava le tre leggi di Keplero.

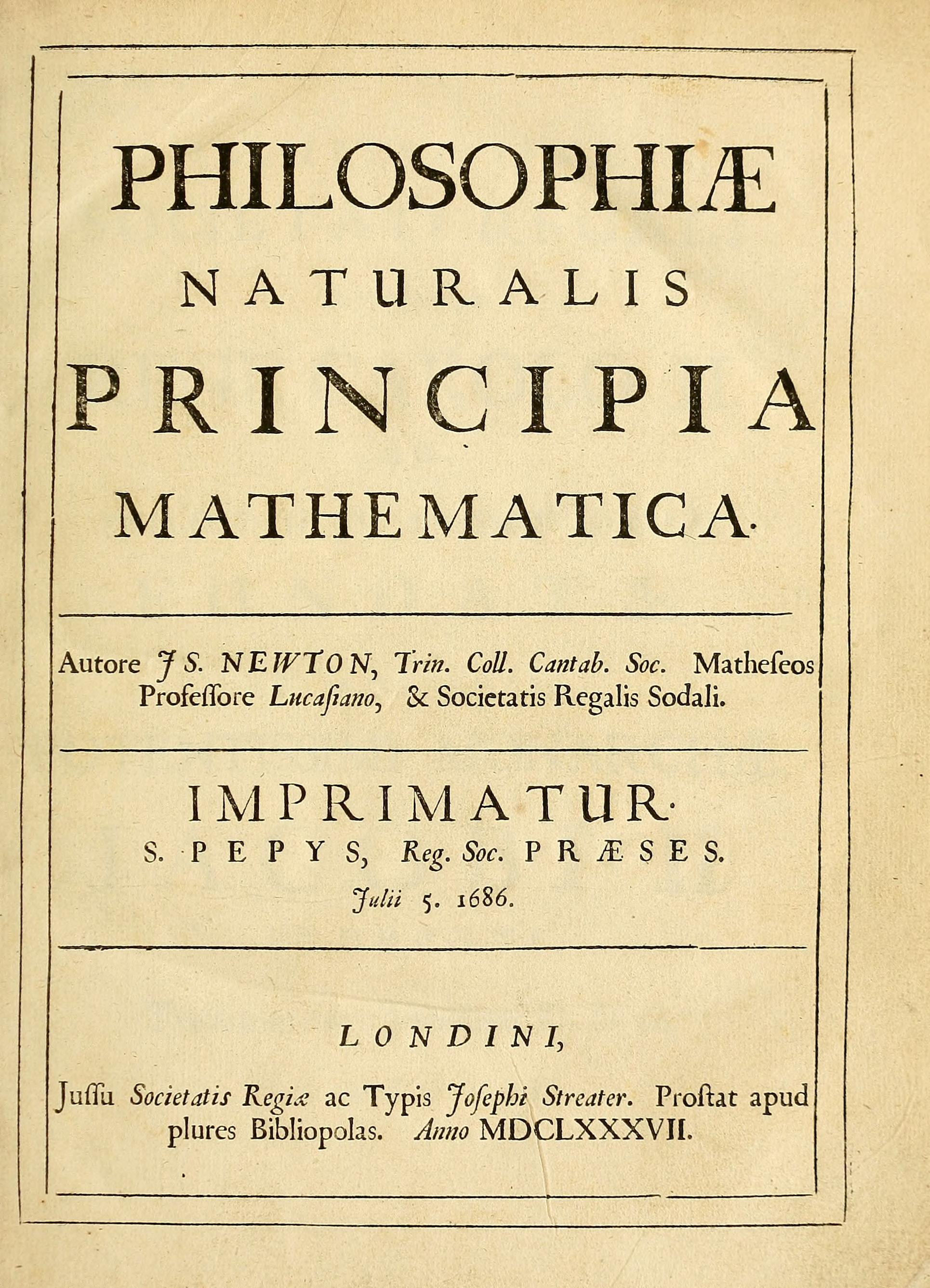
Un'edizione originale dei Principia del 1687

Halley convinse Newton a pubblicare quelle carte ed egli, inserendo il manoscritto in un'opera più ampia, nel luglio 1687 diede alle stampe i Philosophiae Naturalis Principia Mathematica (Principi matematici della filosofia naturale), comunemente chiamati Principia. Il testo, pubblicato a spese di Halley in tre volumi, è considerato un capolavoro assoluto della storia della scienza. In esso Newton stabilì i tre principi della dinamica, che verranno rivisti solo all'inizio del XX secolo, con l'introduzione della teoria della relatività di Einstein. Egli usò il termine latino gravitas (peso) per la determinazione analitica della forza che sarebbe stata conosciuta come gravità, e definì la legge della gravitazione universale. Nella stessa opera spiegò le maree come effetto dell'attrazione gravitazionale della Luna sulle masse d'acqua degli oceani e presentò la prima determinazione analitica, basata sulla legge di Boyle, sulla velocità del suono nell'aria.
In realtà, nella prima edizione dei Principia, Newton non darà risposta al problema posto da Halley: calcolare l'orbita di un pianeta, data la forza centrale d'attrazione del Sole che dipende dall'inverso del quadrato della distanza. Newton dimostra invece, nelle Proposizioni 11, 12 e 13 che, se le orbite sono sezioni coniche e la forza attrattiva è diretta verso un fuoco dell'orbita, allora la forza varia con l'inverso del quadrato della distanza. Sostanzialmente egli deriva, dalle leggi cinematiche di Keplero, la dipendenza della legge dinamica d'attrazione gravitazionale dalla distanza.
Nel Corollario 1 alla tre Proposizioni citate, Newton afferma che vale anche il contrario: se un corpo è 
(Isaac Newton)
Si tratta di un evidente errore dimostrativo: se A implica B, ciò non significa che B implichi A.

### Il successo e gli ultimi anni
Con i Principia, Newton venne riconosciuto internazionalmente e conquistò un circolo di ammiratori, fra cui fu importante il matematico di origini svizzere Nicolas Fatio de Duillier, con il quale stabilì un'intensa relazione che durò dall'estate 1689 al 1694. Tra il 1692 e il 1693 Newton soffrì di un esaurimento nervoso, durante il quale scrisse lettere deliranti e accusatorie ad alcuni amici, tra cui Locke. Alcuni ritengono che causa di questo esaurimento nervoso fossero i vapori di mercurio inalati durante esperimenti alchemici.
Nel preparare una serie di otto sermoni (Boyle Lectures) tenuti a Londra tra il 1691 e il 1692, il reverendo Richard Bentley interpellò Newton per essere certo di dare una descrizione accurata dell'universo newtoniano. Le quattro lettere di risposta (inedite fino al 1756) che Newton scrisse a Bentley testimoniano la complessità del suo pensiero. Nella concezione newtoniana dell'universo, resta difficile separare le sue idee religiose da quelle scientifiche. Newton sosteneva la semplicità, uniformità e infinitezza dell'universo, creato da un Dio trascendente, onnipotente ed eterno. Newton si era astenuto fino ad allora dal pronunziarsi in materia teologica per evitare controversie che l'avrebbero costretto a far trapelare le sue convinzioni, generando (legittimi) dubbi sulla sua fedeltà alla chiesa anglicana. Sollecitato, poco dopo la pubblicazione dei Principia, a tradurre alcuni aspetti della sua fisica in termini di apologia della religione, lo fece per interposta persona. Da credente convinto, autorizzò Bentley a usare i suoi argomenti scientifici e filosofici contro i materialisti epicurei e hobbesiani, i cartesiani e gli agnostici. Il sermone del 7 novembre 1692 era significativamente intitolato Una confutazione dell'ateismo dalle origini e struttura del mondo. Da parte di Bentley, «La filosofia naturale di Newton venne largamente utilizzata come un'ideologia.»
Nel 1696 Charles Montagu gli offrì un posto alla Zecca reale. Oltre all'amicizia personale tra i due, contarono la fama di Newton come scienziato, le sue conoscenze tecniche di chimico, fisico, matematico, e l'aver parteggiato contro il partito cattolico durante la Gloriosa Rivoluzione del 1688-1689, vinta dai protestanti. Newton si trasferì a Londra nel 1696 per prendere il posto di guardiano della Zecca reale, mantenendo il ruolo di professore a Cambridge. Si fece carico del programma di nuova coniazione delle monete inglesi, seguendo la strada indicata da Lord Lucas e favorendo la nomina di Edmond Halley a sovraintendente della zecca di Chester. Divenne direttore della Zecca alla morte di Lucas nel 1699. A seguito della nuova nomina, si dimise da professore a Cambridge a da membro del Trinity College nel dicembre 1701. Questi incarichi erano solitamente intesi come sinecure, ma Newton li prese seriamente, esercitando il suo potere per riformare la moneta e punire i falsari. Introdusse la zigrinatura del contorno delle monete in oro e argento per evitarne la limatura, finalizzata a ricavare polvere dei metalli preziosi, spendendo poi la moneta limata. La riforma monetaria di Newton anticipò il gold standard che l'Inghilterra adotterà per prima nel 1717, seguita da altre nazioni nei secoli successivi, fino all'adozione statunitense all'inizio del XX secolo. Newton stabilì un cambio fisso fra la sterlina e l'oncia d'oro ed elaborò metodi per aumentare la produttività della zecca. Riuscì in questo modo a chiudere le filiali provinciali della Banca d'Inghilterra e a tornare a una produzione centralizzata della moneta. Mantenne il suo incarico alla Zecca, lautamente compensato, fino alla sua morte. Newton fu anche un membro del Parlamento dal 1689 al 1690 e nel 1701, ma il suo solo intervento registrato fu per lamentarsi di una corrente d'aria fredda e la richiesta che venisse chiusa la finestra. Nel 1705 fu investito del titolo di cavaliere (Sir) dalla regina Anna.

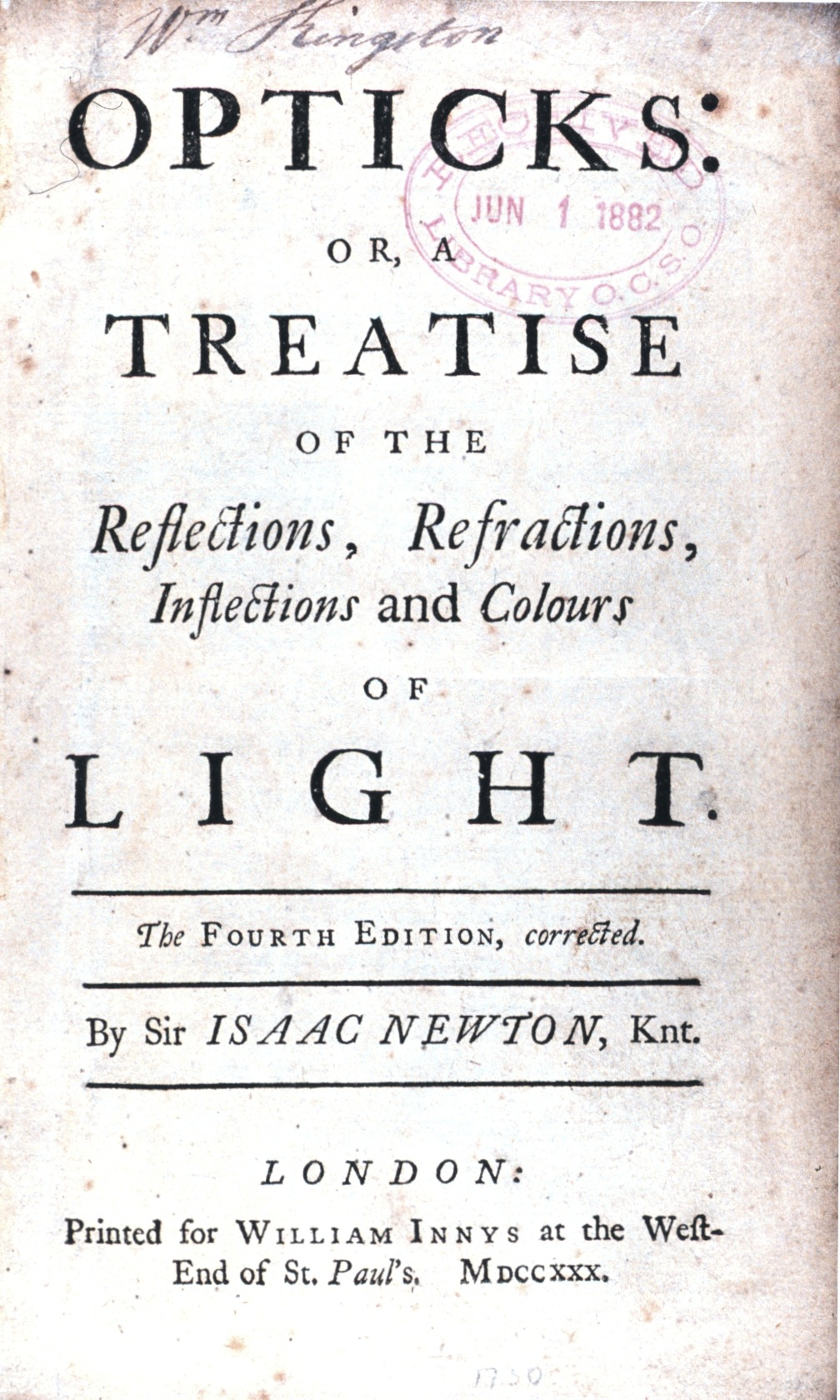
Frontespizio della quarta edizione di Opticks

Nel 1697 gli arrivò una copia del problema della brachistocrona che Bernoulli aveva ideato come una sfida a tutti matematici d'Europa. Newton risolse il problema in una notte e inviò la risposta in forma anonima al matematico svizzero. Bernoulli capì immediatamente chi fosse il solutore del problema e disse 
(Johann Bernoulli)
Nel 1701 Newton pubblicò anonimamente nei Philosophical Transactions of the Royal Society una legge termodinamica ora conosciuta come legge di Newton del raffreddamento. Nel 1703 venne associato all'Académie des Sciences e divenne presidente della Royal Society, ruolo che mantenne fino alla morte. Nella sua posizione alla Royal Society si inimicò John Flamsteed, astronomo reale, tentando di rubare il suo catalogo di osservazioni celesti e redasse anonimamente il rapporto del 1714 contro il suo avversario Gottfried Wilhelm von Leibniz (si veda l'approfondimento La disputa con Leibniz sulla paternità del calcolo infinitesimale). Nel 1704 pubblicò Opticks, or, a Treatise of the Reflections, Refractions, Inflections and Colours of Light (Ottica ovvero un trattato sulla riflessione, rifrazione, inflessioni e colori della luce), composto da tre libri e apparso dapprima in lingua inglese e, nel 1706, in latino.
Newton non si sposò mai, né ebbe figli riconosciuti. Le sue cospicue sostanze vennero ereditate da Catherine Barton, sua nipote. Le sue ultime parole, secondo il nipote Benjamin Smith, furono:
(Isaac Newton)
Morì a Kensington, Londra, all'età di 84 anni il 20 marzo 1726 secondo il calendario giuliano, ossia il 31 marzo 1727 del calendario gregoriano, e fu sepolto otto giorni dopo nell'Abbazia di Westminster. Voltaire, che era presente al funerale, disse che era stato sepolto come un re. Per lui Alexander Pope scrisse un famoso poemetto che comincia così:
(Alexander Pope)
Invece sulla tomba fu inciso l'epitaffio: 
Dopo la morte, il corpo fu riesumato e fu trovata un'alta quantità di mercurio nei suoi capelli, probabilmente per via dei numerosi esperimenti di alchimia.

### Personalità e peculiarità

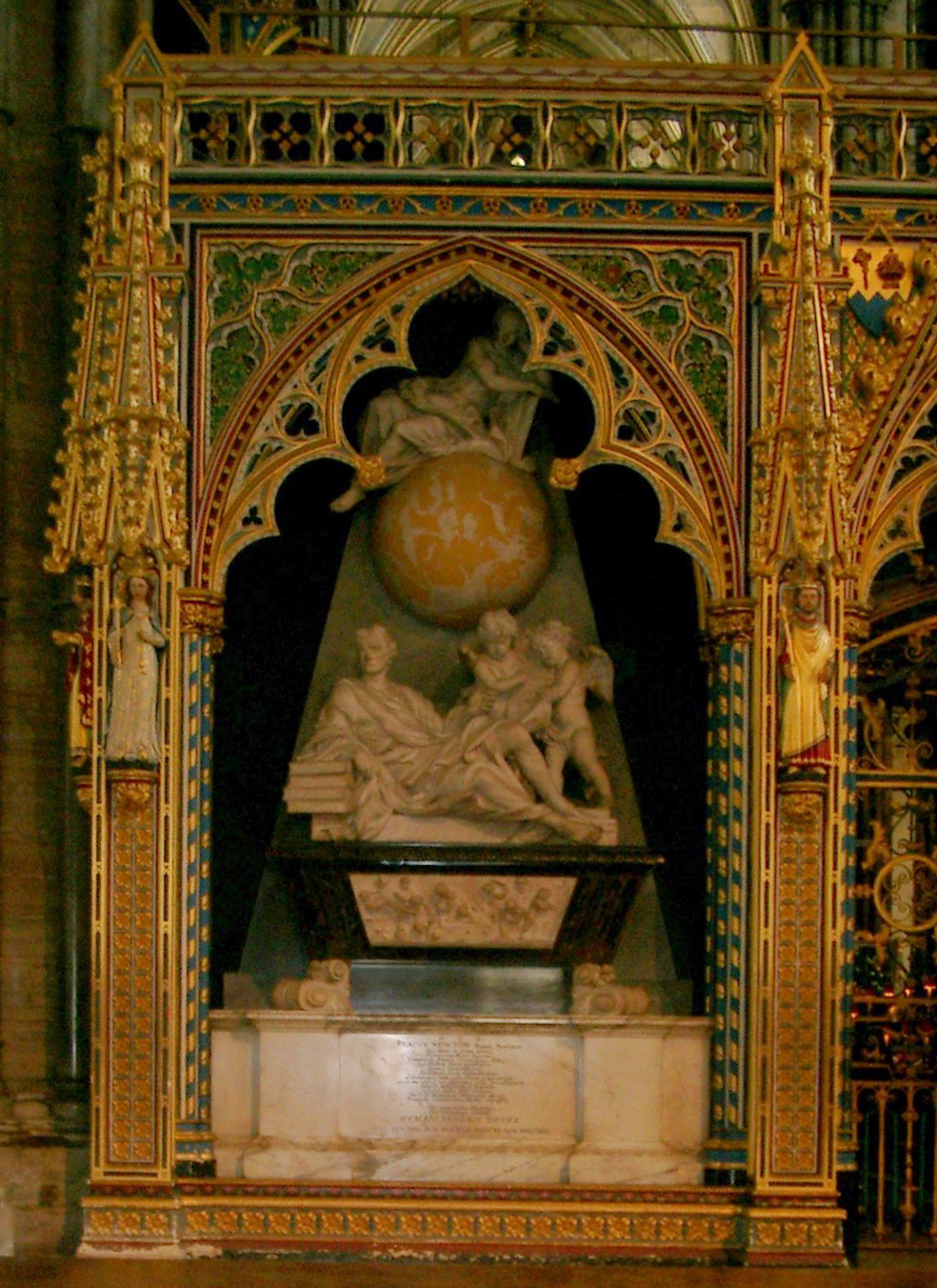
Tomba di Newton a Westminster

Newton era a detta di molti un uomo scorbutico e sgradevole, tanto che si era sparsa la notizia - diffusa ancor oggi, sebbene il suo amico William Stukeley l'abbia smentita - che egli avesse riso solo una volta in vita sua: quando uno studente gli chiese se valesse la pena di studiare gli Elementi di Euclide. Era paranoico e temeva la povertà e le critiche degli altri. Fu inoltre litigioso e si imbarcò in dispute accanite con molti suoi contemporanei come Hooke, Leibniz o Flamsteed.
Temeva, con fondati motivi, che le sue convinzioni religiose eretiche potessero causargli problemi e per questo tenne segreti i suoi scritti su tali argomenti. Pubblicò molto tardi o non pubblicò anche gran parte dei suoi scritti scientifici, probabilmente temendo delle critiche. Alcuni ritengono che fosse guidato da convinzioni molto vicine al pitagorismo e al neoplatonismo, oltre che al neostoicismo, e che considerasse il sapere come bene da condividere solo tra pochi eletti.
Forse per i suoi interessi alchemici è stato più volte accostato a presunte organizzazioni segrete come la setta dei Rosacroce e il fantomatico Priorato di Sion, di cui si dice che sia stato anche grande maestro. È stato vegetariano negli ultimi cinque anni di vita, probabilmente per ragioni mediche. A questa sua scelta s'ispirò la critica alle crudeltà sugli animali contenuta negli Elementi della filosofia di Newton (1738) di Voltaire.
Ebbe probabilmente una sola relazione sentimentale con una donna, Catherine Storer, quando era ancora un ragazzo. Non si sposò mai. Nonostante sia opinione diffusa che morì vergine, come affermarono figure quali il matematico Charles Hutton, l'economista John Maynard Keynes e il fisico Carl Sagan, Voltaire, che presenziò al funerale di Newton, affermò che tale notizia gli era stata confermata «dal medico e dal chirurgo che erano con lui quando morì» (cosa in realtà impossibile da constatare per un medico); inoltre nel 1733 il filosofo francese ribadì che Newton «non aveva né passioni né debolezze» e che «non si era mai avvicinato a nessuna donna».

## Contributi scientifici

### Matematica
Newton sostenne di aver cominciato a lavorare alla versione algebrica del calcolo infinitesimale (da lui chiamata "metodo delle flussioni e dei fluenti", ossia calcolo differenziale e integrale) nel 1666, all'età di 23 anni, ma non pubblicò nulla sull'argomento per decenni. Newton spiegò la sua versione geometrica del calcolo infinitesimale (da lui chiamata "metodo dei rapporti primi ed ultimi") nella Sezione I del Libro I dei Principia (1687). Ma il suo formalismo integro differenziale algebrico ("metodo delle flussioni e dei fluenti") sarà pubblicato solo parzialmente nel 1693, e integralmente nel De Quadratura Curvarum del 1704.
Gottfried Wilhelm von Leibniz iniziò a occuparsi di calcolo infinitesimale nel 1674 e pubblicò il suo primo lavoro, Nova Methodus pro Maximis et Minimis nel 1684.
Risale al 1675 o 1676 un manoscritto di Leibniz, scoperto da C. I. Gerhardt solo nel 1849, che riporta parti del manoscritto di Newton De Analysi per Equationes Numero Terminorum Infinitas (pubblicato nel 1704 come parte del De Quadratura Curvarum). Le note di Leibniz riformulano il contenuto del lavoro di Newton nei termini del simbolismo differenziale di Leibniz. In un carteggio con Leibniz del 1677 Newton rivelò, in forma cifrata, il principio fondamentale del calcolo differenziale; Leibniz rispose spiegando la propria notazione, oggi comunemente usata nel formalismo del calcolo infinitesimale.
La disputa ebbe inizio nel 1695, quando John Wallis riferì a Newton che in Europa il calcolo era considerato un'invenzione del matematico tedesco, e non si placò neppure con la morte di Leibniz nel 1716. Nel 1699 Nicolas Fatio de Duillier, matematico svizzero residente a Londra e intimo amico di Newton, in un suo libro accusò Leibniz di aver plagiato i lavori matematici di Newton. Il filosofo tedesco rispose che lo stesso Newton aveva riconosciuto, nella I edizione dei Principia, la scoperta indipendente del calcolo infinitesimale da parte di Leibniz.
A seguito della pubblicazione nel 1704 del De Quadratura Curvarum, contenente gli studi matematici di Newton dal "metodo delle flussioni e dei fluenti" del 1666 in poi, comparve una recensione anonima che riconduceva a Leibniz idee e metodi contenuti nel libro di Newton. 
Nel 1708 il matematico scozzese John Keill difese vigorosamente la priorità di Newton, suo maestro, nell'invenzione del calcolo infinitesimale in un articolo su un giornale. Leibniz si scagliò violentemente contro Keill e lo stesso Newton, mettendo in discussione la paternità della teoria della gravitazione universale e la sua ortodossia religiosa, accusandolo di appartenere alla setta dei Rosacroce. Newton rispose a tono e la disputa coinvolse la maggior parte dei matematici del tempo trasformandosi in un vero e proprio caso diplomatico, che tra l'altro ostacolò la diffusione delle teorie newtoniane nel continente.
Leibniz si appellò alla Royal Society chiedendo giustizia e, a seguito della sua insistenza, la Royal Society nominò una commissione incaricata di studiare la questione. Sembra che Newton, nella sua carica di presidente, abbia influito sulla scelta della commissione. Questa diede ragione a Newton sostenendo la sua paternità dell'invenzione del calcolo e accusando Leibniz di plagio. A fine 1712 venne pubblicato il carteggio di cinquant'anni prima tra Newton, Leibniz e altri studiosi riguardante il calcolo, intitolato Commercium epistolicum Collinii et aliorum, de analysi promota (noto come Commercium epistolicum). Tra gennaio e febbraio 1714 (corrispondente al 1715 del calendario gregoriano), la Royal Society pubblicò An account of the book entituled Commercium epistolicum Collinii et aliorum, de analysi promota, rapporto finale anonimo ma probabilmente redatto dallo stesso Newton.
Ancora nel 1726, dieci anni dopo la morte di Leibniz, Newton eliminò dalla terza e definitiva edizione dei Principia ogni accenno al fatto che i due avessero sviluppato indipendentemente il calcolo infinitesimale. Oggi gli storici della scienza tendono a riconoscere a Newton una priorità nelle applicazioni fisico-meccaniche del calcolo, e a Leibniz una priorità sugli aspetti logico-matematici e sui simboli usati per derivate e integrali. Gli studi storici e filologici hanno anche messo in evidenza il grande contributo dato all'invenzione del calcolo sia dai matematici precedenti Newton e Leibniz, sia dei matematici successivi, fra cui i Bernoulli, Eulero e altri.
Durante la sua giovinezza Newton si dedicò alla matematica pura, anche se essa gli serviva prevalentemente per risolvere problemi fisici. In questo campo si dedicò soprattutto all'analisi scoprendo alcune formule per il calcolo di pi greco e l'espansione in serie del logaritmo naturale, ossia le serie di Mercator, e trovò un metodo per approssimare la serie armonica tramite i logaritmi. Scoprì poi le identità di Newton e il metodo di Newton. Una delle sue scoperte più importanti, pubblicata per la prima volta da Wallis nella sua Algebra del 1685, fu il teorema binomiale: una formula che consente di elevare un binomio a una potenza qualsiasi.
Newton e Leibniz ripresero e svilupparono un metodo scoperto circa cinquanta anni prima da Fermat per trovare i massimi e i minimi di una funzione attraverso la sua derivata. A differenza di molti suoi contemporanei Newton applicò questo procedimento anche alle funzioni trascendenti, anche se il concetto di limite non era all'epoca affatto definito. Egli usava nei suoi scritti sinonimi ambigui come «flussione» o «infinitesimo». Newton si rese conto che «il problema delle tangenti» e quello «delle quadrature» erano uno l'inverso dell'altro ossia che la derivazione era l'inverso dell'integrazione. Per la verità passi importanti verso la dimostrazione di questo teorema, che non a caso è noto come teorema di Torricelli Barrow, erano già stati compiuti, ma il contributo di Newton fu comunque di grande importanza.
Uno dei maggiori contributi di Newton nel campo della matematica consiste nell'introduzione del "metodo delle flussioni e dei fuenti", ossia del calcolo differenziale e integrale, espresso mediante simboli algebrici. Anche se questa scoperta era fondata su basi poco chiare e rigorose, avrebbe avuto un'importanza fondamentale per lo sviluppo non solo della matematica, ma anche della fisica. Questa invenzione era stata già preannunciata da matematici come Wallis, Barrow, Fermat, Torricelli e Cavalieri, ma solo con Newton e Leibniz essa assunse la forma che rimase canonica negli sviluppi successivi. La pubblicazione dei suoi studi sul calcolo infinitesimale nel De Quadratura Curvarum del 1704 provocò un'aspra controversia con Leibniz circa la priorità nell'invenzione del calcolo, che non si placò neppure con la morte di Leibniz (a questo proposito, si veda l'approfondimento La disputa con Leibniz sulla paternità del calcolo infinitesimale).

### Principi della dinamica
L'opera più influente di Newton fu senza dubbio Philosophiae Naturalis Principia Mathematica (Principi matematici della filosofia naturale). La pubblicazione, avvenuta nel 1687, è considerata sia come data di nascita della meccanica classica, sia come atto conclusivo della rivoluzione scientifica. Per la prima volta la meccanica è trattata in modo sistematico e geometrico-matematico, anche se per la sua formulazione mediante l'analisi matematica si dovranno attendere le opere di meccanica del XVIII secolo, a cominciare con quelle di Eulero. L'opera è divisa in tre libri: i primi due riguardano la matematica, applicata ai moti dei corpi nel vuoto e nei mezzi resistenti come l'aria o l'acqua. Nel terzo libro, De Mundi Systemate (Sul sistema del mondo), Newton presentò la sua cosmologia, basata sull'idea che i pianeti si muovono nello spazio vuoto, attratti verso il Sole da una forza inversamente proporzionale al quadrato della distanza. Mentre l'effetto di tale forza viene illustrato nei dettagli, la sua causa rimane misteriosa.
Nei Principi Newton tratta lo spazio e il tempo come enti assoluti ma, come già aveva fatto Galilei, riconosce in una certa misura la relatività del moto. Egli dice infatti che il moto assoluto si deve misurare rispettivamente a dei punti immobili ma che, come scrive nei Principia:
(Isaac Newton)
In una lettera a Richard Bentley del luglio 1691 Newton fornisce alcune indicazioni sui testi da leggere per comprendere i Principi e conclude:
(Isaac Newton, 1691)
Nel primo e nel secondo volume Newton dà alcune importanti definizioni: 
1. la massa viene definita come "quantità di materia", prodotto della densità per il volume;
2. la quantità di moto è data dal prodotto tra massa e velocità

e continua esponendo le tre fondamentali leggi del moto valide, seppur con qualche piccola modifica, anche oggi:
1. Primo principio (inerzia) Ogni corpo persevera nello stato di quiete o di moto rettilineo uniforme, a meno che non sia costretto a cambiare da forze impresse a mutare questo stato (principio di inerzia)
2. Secondo principio (variazione del moto) Il cambiamento di moto è proporzionale alla forza motrice impressa e avviene secondo la linea retta lungo la quale la forza è stata impressa (ossia {\displaystyle F=dp/dt}: la forza (causa) è uguale alla variazione della quantità di moto (effetto); relazione che resta valida anche in meccanica relativistica). Newton non scrisse mai, né intese, la forza come prodotto di massa ed accelerazione. La notazione {\displaystyle F=ma}, oggi usuale, venne introdotta da Eulero.[15]
3. Terzo principio (azione e reazione) A ogni azione corrisponde una reazione uguale e contraria.

Da notare che il termine "azione e reazione" potrebbe trarre in inganno, poiché si potrebbe pensare che data un'azione (forza applicata) verrà in seguito generata una reazione a essa (una forza opposta). Tutte le forze applicate invece, iniziano a esistere esattamente nello stesso istante e non in sequenza.
Nessuno prima di Newton aveva esposto questi principi in modo così chiaro e conciso. A queste leggi seguono alcuni corollari come per esempio la regola del parallelogramma per le forze, secondo cui due forze oblique si sommano con una risultante che è pari alla diagonale del parallelogramma che ha per lati le due forze. Dopo ciò Newton comincia a descrivere il moto dei corpi, ad analizzare casi particolari e a enunciare teoremi sul movimento. Il tutto è trattato geometricamente senza far ricorso al calcolo infinitesimale la cui scoperta voleva ancora tenere segreta, né tanto meno al "metodo degli indivisibili" anche se riconosce esplicitamente che in questo modo potrebbero essere trattate in modo più semplice.
Il primo libro dei Principia è chiamato Sul moto dei corpi ed è dedicato allo studio della dinamica dei corpi liberi, immersi nel vuoto ed è formato da 14 sezioni. Sono trattati i problemi del moto di un punto materiale soggetto a una forza centripeta, che descrive nei diversi casi orbite circolari, ellittiche, paraboliche o iperboliche. Si tratta soprattutto di problemi astronomici legati alla determinazione del moto di pianeti attorno al Sole, dei satelliti attorno ai pianeti o del moto delle comete.
Nel secondo libro dei Principia viene trattato il moto di un corpo in un fluido resistente. Questo libro espone le leggi dell'idrostatica e dell'idrodinamica classica. Anche se in questa sezione Newton compie qualche errore, i risultati raggiunti sono notevoli. Per esempio Newton, grazie alla legge di Boyle, ottiene un valore, seppur impreciso, per la velocità del suono. Sono esposti nel 2º libro anche difficili teoremi dinamici sul moto di un pianeta immerso in un fluido. Il motivo di questi teoremi è dovuto al fatto che al tempo di Newton la fisica cartesiana non prevedeva l'esistenza del vuoto e quindi si considerava che i pianeti e i satelliti si potessero muovere solo in un fluido esteso negli spazi celesti. Newton dovette quindi trattare questi teoremi nel 2º libro. Nel capitolo conclusivo poi Newton dimostra che la fisica cartesiana è incompatibile con questi teoremi e con i risultati sperimentali desunti dalle osservazioni astronomiche. Egli dimostra quindi che la sua forza di gravitazione universale è una forza che agisce a distanza e che si trasmette nel vuoto e che i pianeti non sono spinti dai vortici corporei, come invece riteneva Cartesio.

### Legge di gravitazione universale

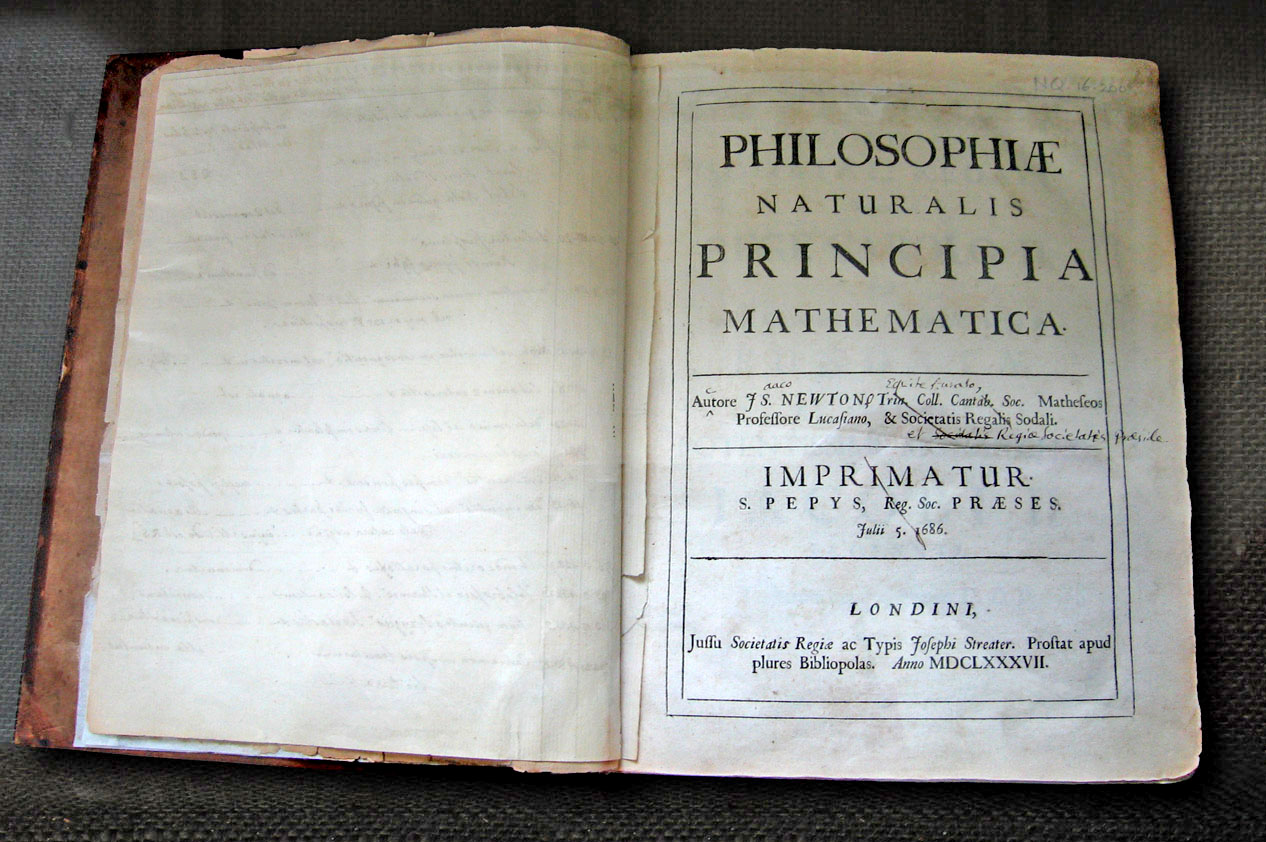
Copia della prima edizione dei Principia appartenuta a Newton, contenente alcune correzioni di sua mano in vista della seconda edizione del 1713

Nel terzo libro dei Principia, chiamato Sul sistema del mondo Newton espone la legge di gravitazione universale che agisce, secondo Newton, in ogni luogo e per ogni corpo. La forza di attrazione gravitazionale su un corpo di massa m, generata dal campo gravitazionale di un corpo di massa M, è data da:
dove {\displaystyle {\vec {r}}} è il vettore che congiunge i centri di massa (da M a m), e G è la costante di gravitazione universale che fu determinata sperimentalmente solo da Henry Cavendish nel 1798. Si noti che Newton non pubblica nel 3º libro la legge di gravitazione nella formula algebrica sopraindicata, ma la illustra con una serie di teoremi o proposizioni relativi al moto dei pianeti.
Tale formula sarà poi espressa nei trattati successivi, in particolare quelli compilati dal matematico svizzero-tedesco Leonhard Euler, dalla matematica francese Émilie du Châtelet e dai successivi trattati di meccanica razionale e astronomia. Sulle cause di questa attrazione Newton (almeno nei suoi scritti) non si pronunciò. Egli usò il celebre motto "Hypotheses non fingo", con cui dichiarava l'intenzione di limitarsi a dare una descrizione quantitativa del fenomeno, senza formulare ipotesi sulle sue cause.
La forma della legge di gravitazione universale non era nuova (era stata enunciata, per esempio, da Ismaël Boulliau nel 1645 e poi ripresa, tra gli altri, da Halley e Robert Hooke), ma Newton per primo dimostrò come, attraverso la legge di gravitazione universale, si possano calcolare le orbite dei pianeti (o di qualsiasi altro corpo), scoprendo così che esse possono essere anche paraboliche e iperboliche e che dall'ipotesi della gravitazione possono essere derivate le leggi di Keplero. Successivamente spiegò esaurientemente il moto delle comete.
Grazie a questa teoria, descritta compiutamente nei Philosophiae naturalis principia mathematica, il mondo veniva presentato come una sorta di enorme macchina, il cui comportamento poteva essere spiegato e in buona parte previsto in base a pochi principi teorici. La nozione di gravitazione universale, ossia di azione istantanea a distanza, incontrò comunque una fortissima opposizione da parte di Leibniz e dei cartesiani, che vedevano in essa un elemento di forte sapore metafisico, essendo detti filosofi convinti che l'unico modo di un corpo per influire su un altro fosse quello del contatto diretto.
Newton compie l'unificazione tra la fisica galileiana e l'astronomia di Keplero. Infatti lo scienziato inglese riconduce a un'unica causa la legge di gravitazione universale, le leggi di Keplero e quelle della caduta dei gravi. Questo risultato ha un'importanza cruciale in quanto Newton unifica i moti del cielo e della Terra aprendo così la via a una moltitudine di applicazioni che sarebbero poi state sviluppate appieno da molti altri scienziati.

### Cosmologia
La descrizione newtoniana del sistema solare eredita le caratteristiche cinematiche di quella kepleriana (le tre leggi di Keplero) ma introduce, con la forza di gravitazione universale, la causa che spiega la dinamica planetaria. Il titolo del suo trattato non potrebbe essere più appropriato: Principi matematici della filosofia naturale. In esso non si cerca, come nel caso dell'astronomia matematica medievale, di trovare modelli matematici ad hoc per i fenomeni fisici. Al contrario, il formalismo matematico della teoria fisica dispiega qui tutta la sua potenza: «non si limita a fotografare l'esistente, ma formula e dischiude proposte di senso.» Se le capacità descrittive della teoria della gravitazione universale appaiono sorprendenti, le sue potenzialità predittive hanno quasi dell'incredibile, e verranno usate dai fisici e dagli astronomi del '700 e dell'800 per formulare le teorie pre-relativistiche sulla natura e la struttura dell'universo.
Nella concezione newtoniana dell'universo, resta difficile separare le sue idee religiose da quelle scientifiche. Newton sosteneva la semplicità, uniformità e infinitezza dell'universo, creato da un Dio trascendente, onnipotente ed eterno. Accortosi del fatto che, a causa dell'influenza degli altri pianeti, le orbite di ciascun pianeta non sono perfettamente ellittiche e non si richiudono su sé stesse dopo una rivoluzione, Newton sostenne che Dio manda periodicamente i propri angeli a spostare i pianeti quanto basta per rimetterli su un'orbita perfettamente ellittica. Vedeva anche, nella complessità dei moti planetari, una prova dell'esistenza di Dio:
(Isaac Newton, Lettera a Richard Bentley del 10 dicembre 1692)
Circa le dimensioni dell'universo, la convinzione di Henry More, filosofo britannico appartenente alla scuola platonica di Cambridge, sull'infinitezza dell'universo potrebbe avere influenzato Newton, che al riguardo aveva una risposta precisa e circostanziata. Nel preparare una serie di otto prediche tenute a Londra (di cui quella del 7 novembre 1692 s'intitolava Una confutazione dell'ateismo dalle origini e struttura del mondo), il reverendo Richard Bentley interpellò Newton, per essere certo di dare una descrizione accurata dell'universo newtoniano. Nello scambio epistolare intercorso, Bentley sollevò importanti questioni cosmologiche (tra le quali una oggi nota come paradosso di Olbers), ad alcune delle quali Newton dette risposte ancora più interessanti. In particolare, Bentley domandò come fosse possibile che le stelle non collassassero le une sulle altre, visto che la forza gravitazionale è sempre attrattiva. Newton rispose che, essendo l'universo infinito per volere della divina Provvidenza, ogni stella è circondata in modo omogeneo e isotropo da infinite altre, le cui forze si annullano reciprocamente. Questa caratteristica si realizza solo con un numero infinito di astri; se vi fosse invece un numero finito di corpi celesti, accadrebbe quanto ipotizzato dal reverendo Bentley.

### Ottica

Dispersione di un raggio di luce in un prisma

Newton studiò la dispersione ottica di un raggio di luce bianca che attraversa un prisma di vetro e si scompone nei vari colori. Si accorse per primo che cambiando la direzione dei raggi colorati con una lente, in modo che convergessero in un secondo prisma, si riotteneva la luce bianca. Invece isolando un raggio colorato e facendolo passare per un prisma esso rimaneva invariato. Newton concluse che la luce bianca era formata dalla combinazione di vari colori. Gli studi sulla natura della luce portarono Newton a capovolgere la teoria di Hooke, secondo il quale i colori derivavano dalla rifrazione sui diversi materiali. Newton affermò invece che il colore non è una qualità dei corpi bensì della luce stessa. Dopo alcuni dubbi iniziali, egli divenne un convinto sostenitore della teoria corpuscolare della luce. In base a tale concezione, la luce è costituita da microscopiche particelle che vengono lanciate dalla sorgente in tutte le direzioni e con velocità elevatissima. Le ricerche di Newton sulla luce sono raccolte in tre libri chiamati Opticks. In essi vengono descritte le leggi dell'ottica geometrica e i fenomeni della riflessione e della rifrazione. Vi si afferma anche che a ciascun colore corrisponde un diverso indice di rifrazione e che la luce bianca del Sole può essere scomposta, mediante prismi, nei sette colori dello spettro che la compongono.

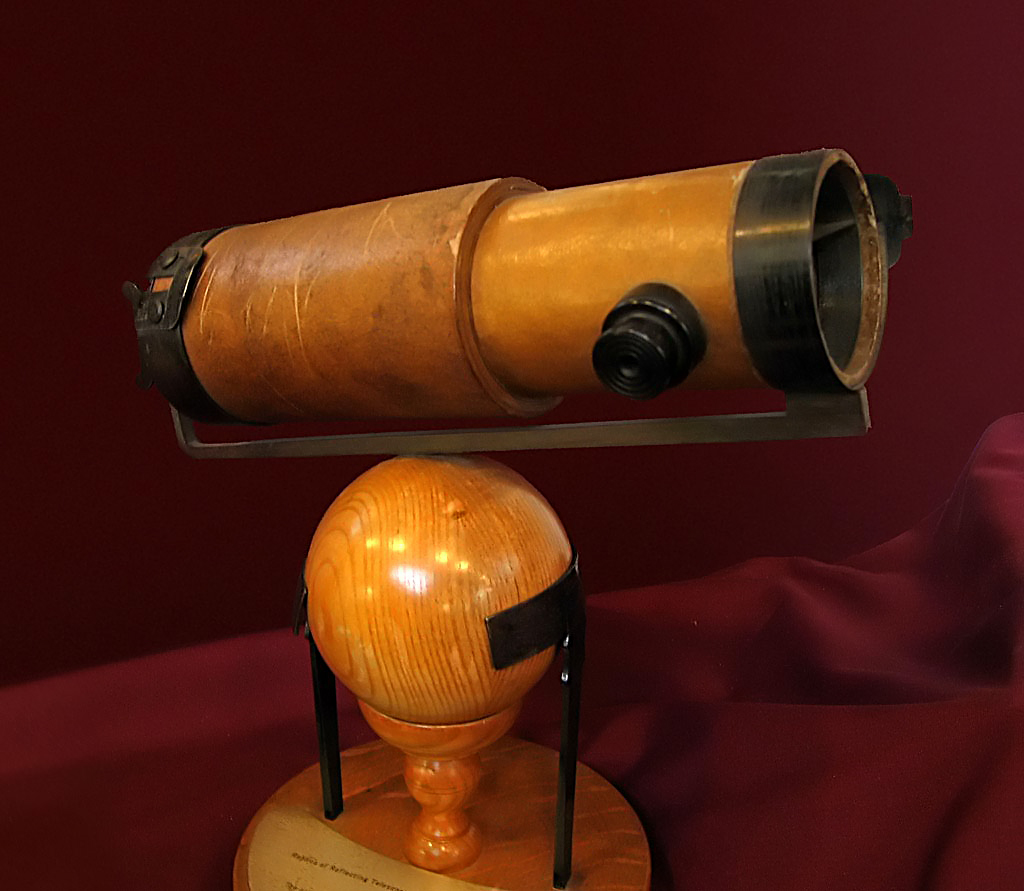
Il telescopio riflettore costruito da Newton

Newton analizzò anche quelli che oggi sono detti anelli di Newton (descritti anche da Robert Hooke nella sua Micrographia del 1664) e concluse che gli aloni colorati che si vedevano nei telescopi di allora fossero dovuti alla rifrazione della luce bianca (fenomeno chiamato aberrazione cromatica). Per ovviare a questo problema Newton costruì un telescopio riflettore che usa un grande specchio concavo per far convergere i raggi luminosi in un altro specchietto più piccolo inclinato di 45° così che esso li diriga nell'oculare. Per via dello specchio concavo l'immagine dell'oggetto è notevolmente ingrandita senza la benché minima aberrazione cromatica. Newton stesso costruì degli esemplari di questo telescopio che risultarono più piccoli e potenti degli altri telescopi di allora.
Per spiegare i fenomeni luminosi suppose che nello spazio fosse diffusa una sostanza "finissima", l'etere. Secondo Newton la luce avrebbe riscaldato l'etere facendolo vibrare mentre esso avrebbe rifratto la luce. Aggiunse che la luce avrebbe subito accelerazioni e decelerazioni per via delle variazioni di densità di questo mezzo. Alle variazioni di densità di questo presunto etere Newton attribuiva anche la gravità. Tuttavia, non essendo sicuro di questa supposizione, non si espresse mai pubblicamente in proposito. I riferimenti all'etere sono però sporadici e Newton non vi fece mai riferimento come a un componente della struttura dell'universo.
Secondo Newton la luce era formata da corpuscoli di dimensioni diverse, a cui corrispondevano i diversi colori della luce. La tesi corpuscolare newtoniana fu prevalente per tutto il '700, ma venne progressivamente abbandonata nel corso dell'800 in favore della teoria ondulatoria, originariamente formulata da Huygens. L'elettromagnetismo di Maxwell segnò la definitiva affermazione del modello ondulatorio nell'ambito della fisica classica. Nel 1905 Einstein introdusse come costituente microscopico della luce il quanto di luce, una particella priva di massa oggi nota in meccanica quantistica col nome di fotone. Le sue proprietà, che si discostano notevolmente da quelle di una particella classica, sono descritte dall'elettrodinamica quantistica. A seconda delle condizioni specifiche, nel contesto del dualismo onda-particella, la luce viene oggi descritta o come una radiazione elettromagnetica o come un fascio di fotoni.

## Pensiero filosofico

### Spazio e tempo
Per Newton spazio e tempo sono due grandezze assolute, indipendenti dalla natura e dal moto della materia. Newton, sia nel De Gravitatione sia nei Principia, prende posizione contro Cartesio, il quale identificava l'estensione con la materia e definiva il moto come spostamento relativo di due corpi adiacenti. Alla base del rifiuto del pensiero di Cartesio ci sono ragioni sia metafisico-teologiche (lo spazio definito da Newton come sensorium divinitatis), sia fisico-astronomiche. Per Newton, a differenza di Cartesio, il moto dei corpi deve essere riferito allo spazio assoluto. La quantità misurata mediante unità come il metro o il pollice, e strumenti come la riga o il calibro non è lo spazio, ma la distanza tra due oggetti.
Newton sosterrà che il tempo assoluto, vero e matematico, è senza relazione ad alcun fattore esterno, ma fluisce in modo sempre uguale (aequabiliter fluit) e, come lo spazio assoluto, non ha relazione con fattori esterni. Il tempo assoluto è garante dell'invariabilità delle leggi della fisica in qualsiasi istante di tempo. Quello che viene misurato in anni, mesi, giorni, minuti e secondi non è il tempo, ma la durata o intervallo temporale.
Egli afferma che si può parlare di posizione e moto dei corpi solo e soltanto rispetto a spazio e tempo assoluti. Circa la distinzione tra moto relativo e assoluto Newton sosteneva, fornendo due esempi, che tale differenza si poteva osservare dagli effetti causati dalla rotazione: nel caso del secchio rotante e per due globi uniti da una fune. Le tesi di Newton verranno smentite da Ernst Mach nel libro La meccanica nel suo sviluppo storico-critico del 1883, che sarà per Albert Einstein fonte d'ispirazione per superare i concetti newtoniani di spazio e tempo assoluti.
Le concezioni di Newton sullo spazio e sul tempo furono criticate sia da contemporanei (Gottfried Wilhelm von Leibniz, George Berkeley) sia da pensatori successivi (David Hume, Immanuel Kant, Ernst Mach), e definitivamente superate dallo spaziotempo quadridimensionale della relatività ristretta, formulata nel 1905 da Albert Einstein.

### Ontologia primitiva
L'ontologia primitiva di Newton assume un universo composto da forze e particelle. Per Newton, le forze non sono una proprietà della materia, ma enti indipendenti che determinano, assieme alle particelle, la realtà fisica. Cartesio assumeva invece che l'universo fosse composto solo da particelle in movimento, con il moto identificato come una proprietà delle particelle. Cartesio tendeva a una geometrizzazione della fisica, ridotta a un insieme di proprietà matematiche deducibili razionalmente.
In alcuni passi di Hypothesis of Light (1675) e dell'Opticks (1704) Newton postulò l'esistenza dell'etere, sostanza "finissima" che avrebbe riempito lo spazio per trasmettere le forze tra le particelle. Secondo Newton la luce avrebbe riscaldato l'etere facendolo vibrare mentre esso avrebbe rifratto la luce. Aggiunse che la luce avrebbe subito accelerazioni e decelerazioni per via delle variazioni di densità di questo mezzo. Alle variazioni di densità di questo presunto etere Newton attribuiva anche la gravità. Tuttavia, non essendo sicuro di questa supposizione, non si espresse mai pubblicamente in proposito. I riferimenti all'etere restano sporadici e Newton non lo nominò mai come componente della struttura dell'universo.

### Anti-meccanicismo
L'universo di Newton, costituito di forze e particelle, non funziona come un orologio che, una volta caricato, continua a segnare l'ora esatta in modo autonomo. La metafora dell'orologio per indicare un modello meccanicista dell'universo si trova in Keplero e negli scritti di vari filosofi illuministi; mai nei testi di Newton. Accortosi del fatto che, a causa dell'influenza degli altri pianeti, le orbite di ciascun pianeta non sono perfettamente ellittiche e non si richiudono su sé stesse dopo una rivoluzione, Newton sostenne che Dio manda periodicamente i propri angeli a spostare i pianeti quanto basta per rimetterli su un'orbita perfettamente ellittica. Secondo Newton, occorre quindi un periodico intervento dell'orologiaio supremo per garantire un buon funzionamento dell'orologio cosmico.
Certamente meccanicista fu Cartesio che, nei suoi trattati Discorso sul metodo e Il mondo, descrive i risultati dell'applicazione del metodo matematico a tutti gli aspetti della conoscenza. Analogamente lo furono quanti ne condivisero l'ontologia geometrico-meccanicistica, tra i quali Hobbes e Spinoza. Newton invece, negli anni '70 del XVII secolo, rifiutò esplicitamente la filosofia meccanicista cartesiana, ritenendola fonte di conseguenze teologicamente errate.

### Il metodo scientifico
Il metodo newtoniano, fondamentale nell'evoluzione delle sue scoperte scientifiche, consisteva, secondo il pensatore, in due parti fondamentali, ovvero un procedimento analitico (induttivo), dagli effetti alle cause, a cui succede un procedimento sintetico (deduttivo), che consiste nell'assumere le cause generali individuate come ragione dei fenomeni che ne derivano. A questi due procedimenti Newton applica quattro regole fondamentali, da lui così definite:
- Non dobbiamo ammettere nelle spiegazioni ipotesi superflue (rasoio di Occam);
- a uguali fenomeni corrispondono uguali cause;
- le qualità uguali di corpi diversi debbono essere ritenute universali di tutti i corpi;
- proposizioni inferite per induzione in seguito a esperimenti debbono essere considerate vere, fino a prova contraria.

Questa ultima regola può essere ricollegata alla celebre affermazione di Newton, «Hypotheses non fingo», in base alla quale il filosofo si ripromette di rifiutare qualsiasi spiegazione della natura che prescinda da una solida verifica sperimentale; non fingo ipotesi significa perciò l'impegno a non assumere alcuna ipotesi che non sia stata indotta da una rigida concatenazione di esperimenti e ragionamenti basati sulla relazione di causa e effetto. Ne restano perciò escluse tutte quelle "finte" ipotesi scientifiche sui fenomeni, proclamate, fino a quel momento, dalla metafisica.

## Altri studi e ricerche

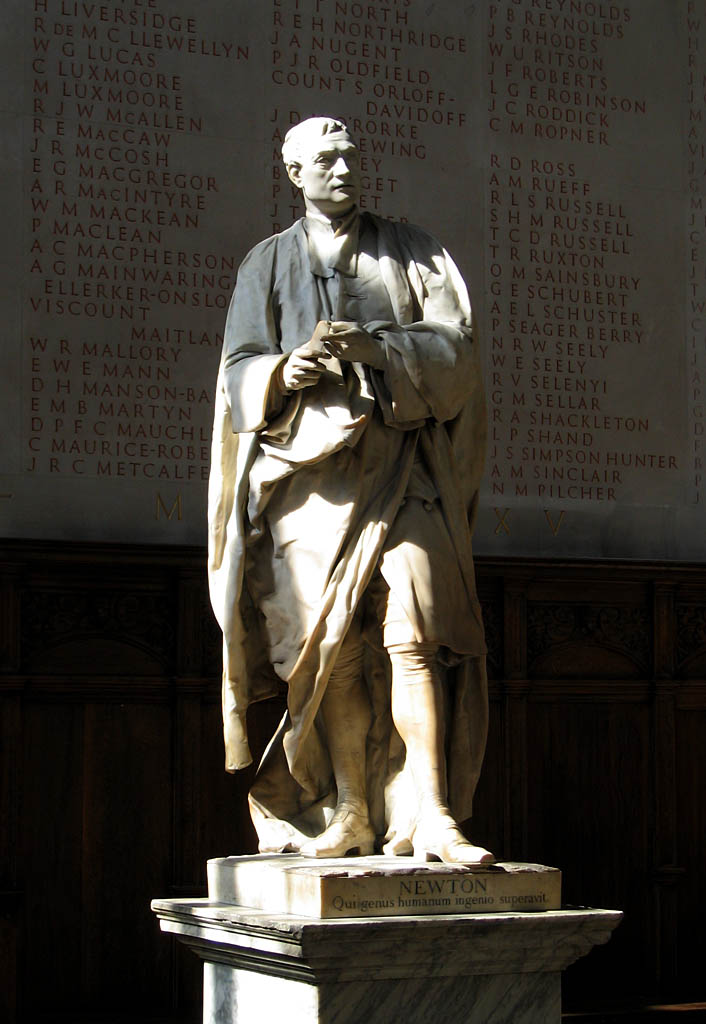
Statua di Isaac Newton, Cappella del Trinity College, Cambridge

Dei 1 763 volumi presenti nella biblioteca personale di Newton alla sua morte, 477 (27%) riguardano la teologia, 169 (9,6%) l'alchimia, 126 (7,1%) la matematica, 52 (2,9%) la fisica e 33 (1,9%) l'astronomia. Da tali numeri si deduce che gli interessi culturali di Newton si fossero concentrati, almeno nell'ultima parte della sua vita, su temi teologici ed alchemici. La gran mole di suoi scritti inediti, messi all'asta dagli eredi nel 1939, ha confermato il preminente interesse di Newton per tali argomenti.

### Alchimia
Newton cominciò a interessarsi di alchimia studiando gli scritti di Robert Boyle. Un altro dei punti di riferimento per la riflessione alchemica di Newton fu l'alchimista americano George Starkey, la cui opera principale, l'Introitus, fu studiata da Newton nella sua traduzione inglese del 1669, intitolata Secrets Reveal'd. Anche il circolo dei Chemical philosophers, guidato da Samuel Hartlib e dallo stesso Starkey furono un catalizzatore della curiosità di Newton verso l'alchimia.
Newton dedicò molto tempo e molte energie all'alchimia: in un'epoca in cui i principi della chimica non erano ancora chiari, cercava d'indagare la natura delle sostanze rifacendosi a tradizioni ermetiche ed effettuando esperimenti mirati a verificare ipotesi successivamente rivelatesi prive di fondamento scientifico. John Maynard Keynes, che acquisì molti degli scritti di Newton sull'alchimia, scrisse che «Newton non fu il primo dell'età della ragione: fu l'ultimo dei maghi».
L'interesse di Newton per l'alchimia non può essere isolato dai suoi contributi alla scienza moderna: se non avesse creduto nell'idea occulta dell'azione a distanza, attraverso il vuoto, probabilmente non avrebbe sviluppato la sua teoria sulla gravità. Da un manoscritto lasciato inedito sappiamo che egli non considerava l'alchimia come una forma di sapere diversa dalle scienze esatte. In tale ambito, era sua intenzione dedicarsi allo studio dei processi di crescita dei vegetali per indagare lo spirito vegetativo che, secondo le teorie alchemiche, sta alla base della crescita. Lo scienziato trascorreva il settembre di ogni anno immerso nelle pratiche alchemiche, nelle quali si faceva ampio uso di mercurio. I suoi esaurimenti nervosi ed eccentricità caratteriali furono in seguito attribuiti ai sintomi psichici e neurologici dell'avvelenamento da mercurio o, in alternativa, a un disturbo bipolare.
L'apice della riflessione alchemica di Newton venne raggiunto con il saggio intitolato Praxis, scritto nel 1693. Il trattato è suddiviso in una prima parte teorica di esplorazione della simbologia alchemica, seguito da una sezione dedicata all'attività pratica dell'alchimia. Quest'ultima parte dà il nome all'intero saggio. Praxis non venne mai pubblicato in vita, e dopo la sua composizione il coinvolgimento di Newton nell'alchimia andò scemando.

### Scritti di esegesi biblica e anti-trinitari
Newton si interessò molto anche di religione. Un'analisi di tutti gli scritti di Newton rivela che di circa 3 600 000 parole solo 1 000 000 furono dedicate alle scienze, mentre circa 1 400 000 furono dedicate a soggetti religiosi.
Newton credeva in un Dio trascendente, creatore dell'universo e autore dei testi biblici, ma le sue segrete convinzioni teologiche erano eterodosse (ereticali sia secondo la dottrina della Chiesa cattolica, sia per quella anglicana), e assai simili a quelle del socinianesimo di Fausto Sozzini. Sosteneva, ad esempio, la mortalità non solo del corpo ma anche dell'anima (mortalismo). Credeva inoltre che solo per un ristretto numero di eletti (144 000, secondo l'Apocalisse) vi sarebbe stata la risurrezione, sia del corpo sia dell'anima, nel giorno del Giudizio universale.
Negli anni sessanta del XVII secolo Newton scrisse numerosi opuscoli religiosi sull'interpretazione letterale della Bibbia. Pensava che in vari punti i testi sacri fossero stati forzati e falsificati e si sforzò di ritrovarne il significato originale. In particolare, arrivò alla conclusione che il dogma trinitario fosse un'invenzione posteriore. Un manoscritto che egli inviò a John Locke nel quale metteva in discussione l'esistenza della Trinità non fu mai pubblicato. In An Historical Account of Two Notable Corruptions of Scripture, pubblicata la prima volta nel 1754, ventisette anni dopo la sua morte, prese in esame tutte le prove testuali ottenibili da fonti antiche su due passi delle Scritture (Giovanni 5:7 e Timoteo 3:16) per dimostrare l'inesistenza della dottrina trinitaria nei testi sacri. A conclusione della sua analisi scriveva:
(Isaac Newton, An Historical Account of Two Notable Corruptions of Scripture, Londra, 1830, pag. 60.)
Newton, basando le proprie convinzioni religiose su un rigoroso monoteismo antitrinitario, si dimostra estremamente scettico nei confronti sia della Chiesa cattolica, sia di quella anglicana. Nel maggio 1687 si oppose ai provvedimenti filo-cattolici di Giacomo II, che voleva imporre all'Università di Cambridge la nomina di Alban Francis, monaco benedettino.

### Escatologia e cronologia antica
Nel Trattato sull'Apocalisse Newton applica un metodo ermeneutico simile al metodo scientifico dei Principia, deducendo assiomi e regole uniformi per decidere l'interpretazione migliore e più fedele alla lettera del testo. Vorrebbe ottenere con le Sacre scritture lo stesso grado di evidenza e certezza che i Principia raggiungono nella scelta della migliore interpretazione di un dato sperimentale. Nel trattato sostiene che l'oscurità e impenetrabilità dei testi sacri è nei piani di Dio che, all'approssimarsi dell'ultimo giorno, suggerirà a qualche credente quella verità storica rimasta ignota per secoli anche alle persone dotte che hanno tentato d'interpretarla:
(Isaac Newton, Trattato sull'Apocalisse, a cura di M. Mamiani, Bollati e Boringhieri, Torino, 1994, p. 7)
In un manoscritto del 1704, nel quale descrive i suoi tentativi di estrarre informazioni dalla Bibbia, stimò che la fine del mondo sarebbe avvenuta nell'anno 2060. Basandosi sulla profezia di Daniele, Newton calcola che la seconda venuta di Cristo avverrà 1 260 anni (in Daniele 7:25, 1 260 giorni equivale a 1 260 anni, interpretazione condivisa da vari esegeti; anche in Apocalisse 11.3 il ministero dei due profeti dura 1 260 giorni) dopo l'incoronazione di Carlo Magno nell'800, vale a dire nel 2060.
Newton riteneva che le sue ricerche più impegnative fossero quelle dedicate agli studi sulla cronologia antica, nei quali la Bibbia era usata come testo storico, non teologico. Il suo metodo, del tutto originale, si basava anche sull'uso della precessione degli equinozi per la datazione di eventi storici. Secondo Newton gli Ebrei, popolo eletto da Dio, avevano ricevuto direttamente da lui conoscenze ermetiche e sapienziali ignote agli altri popoli. Erano poi state trasmesse agli Egizi durante la prigionia in Egitto e quindi diffuse dagli Egizi ai Greci e a tutta la civiltà occidentale.
I suoi lavori più tardi – The Chronology of Ancient Kingdoms Amended (1728) e Observations Upon the Prophecies of Daniel and the Apocalypse of St. John (1733) – furono pubblicati dopo la sua morte ed ebbero fortuna editoriale per circa un quarto di secolo.

## Influenza sui posteri

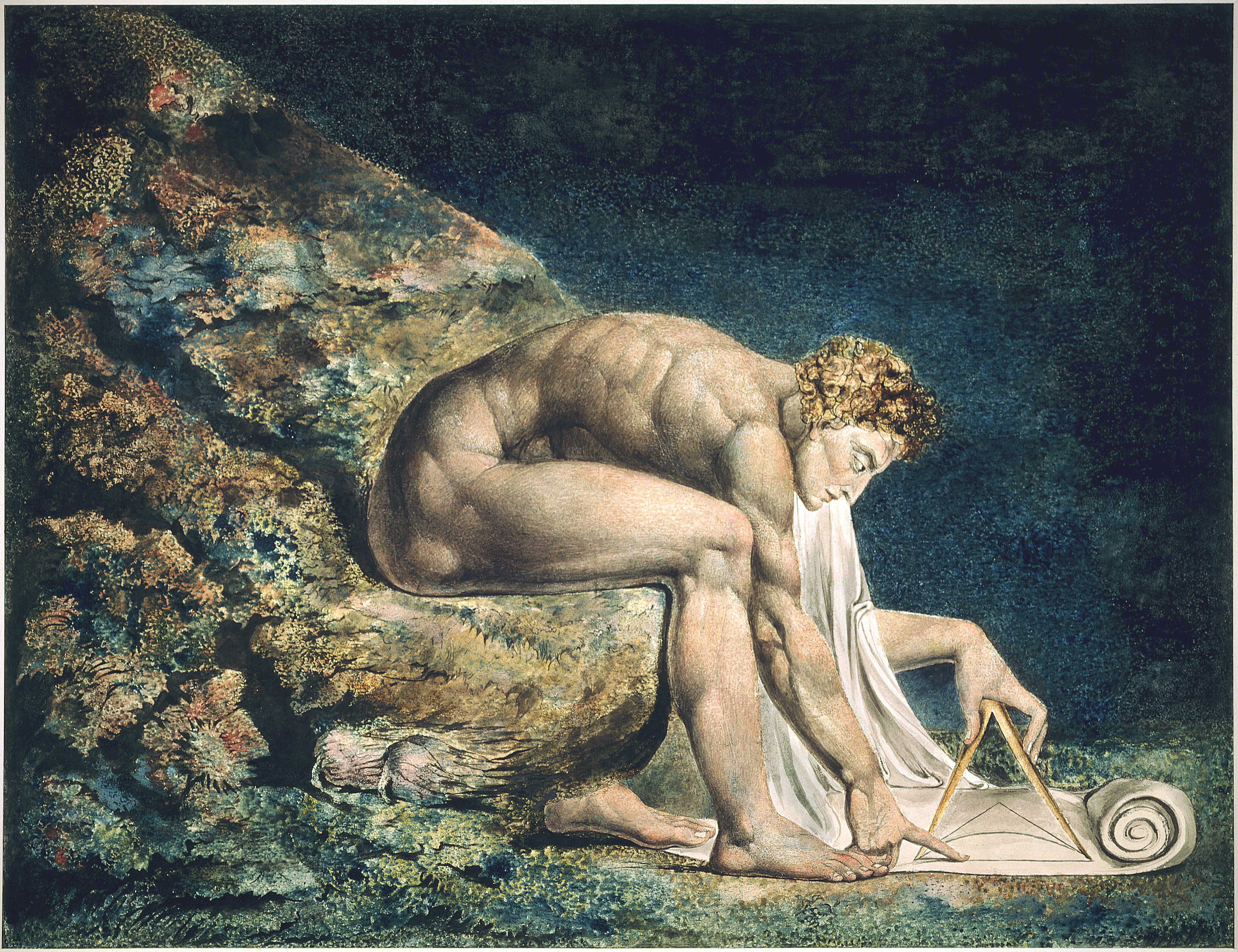
Newton ritratto da William Blake come il "Divin Geometra"

Le idee di Newton ebbero una rapida diffusione in Inghilterra anche grazie a persone come Edmund Halley. Così non fu per il continente europeo, nel quale ebbero diffusione più lenta.
Soprattutto in Francia, rimase a lungo diffusa la teoria cartesiana dei vortici che, rispetto a quella di Newton, aveva il vantaggio di essere comprensibile intuitivamente e senza l'uso della matematica. Inoltre la gravità era giudicata dai cartesiani come una forza occulta. Voltaire, nelle Lettere filosofiche (1733) e negli Elementi della filosofia di Newton (1738), si dimostrò un difensore di Newton; il successo di questi scritti contribuì non poco all'accettazione delle teorie newtoniane in Francia. Nel 1737 Francesco Algarotti pubblicò Il newtonianesimo per le dame, prima opera divulgativa delle teorie di Newton.

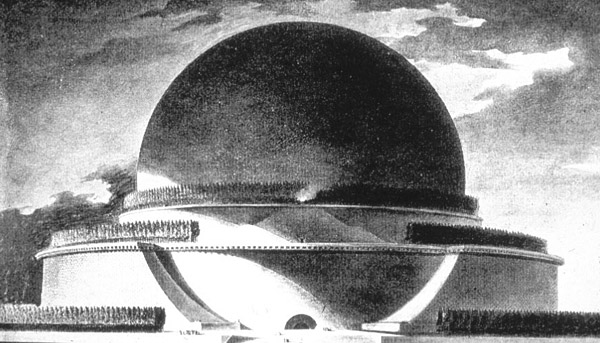
Progetto del cenotafio di Newton (Étienne-Louis Boullée 1784)

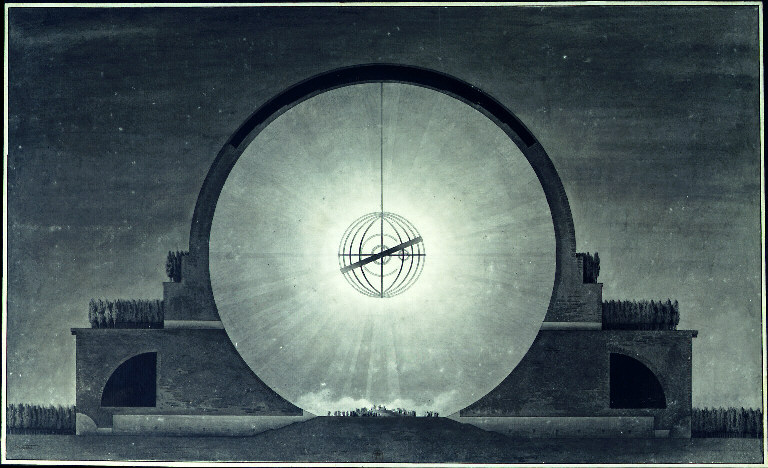
Progetto del cenotafio di Newton (interno)

L'esperimento decisivo venne compiuto nel 1736. Dato che le teorie newtoniane prevedevano che la Terra fosse schiacciata ai poli mentre quelle cartesiane prevedevano che fosse allungata, nel 1735 partirono due spedizioni per verificare la forma effettiva della Terra, una diretta in Perù e l'altra in Scandinavia. Il risultato dell'esperimento fu inequivocabile: la Terra è schiacciata ai poli come Newton aveva previsto. Poco dopo altri risultati sperimentali (come l'apparizione della cometa di Halley nel 1759, prevista da Halley in base alle teorie newtoniane) confermarono la teoria newtoniana, facendo definitivamente cadere quella cartesiana. La meccanica celeste divenne in seguito, grazie ai lavori di Eulero, D'Alambert, Joseph-Louis Lagrange e Laplace, straordinariamente precisa. Nel 1846, grazie ai calcoli di John Couch Adams e Urbain Le Verrier, l'astronomo Johann Galle riuscì a scoprire il pianeta Nettuno.
Nell'immaginario popolare Newton divenne l'eroe intellettuale per eccellenza, colui che aveva ricondotto la Natura a puri principi razionali abbandonando cause occulte. Concezione questa sbagliata in quanto Newton fu anche un alchimista, ma che ebbe vasta importanza. Il filosofo tedesco Immanuel Kant fu influenzato dalla visione newtoniana del mondo. L'ammirazione per Newton è ben testimoniata dai vari omaggi che molti artisti gli fecero: il poemetto di Alexander Pope e il suo epitaffio, il quadro di William Blake che lo rappresenta come divino geometra e il progetto utopistico di Étienne-Louis Boullée del suo cenotafio (1784). Quest'ultimo ebbe a dire «O Newton, come con la vastità della tua sapienza e la sublimità del tuo genio hai determinato la forma della terra, così ho concepito l'idea di racchiuderti nella tua stessa scoperta.»
A Newton sono stati intitolati un cratere sulla Luna, uno su Marte e un asteroide, 8000 Isaac Newton.
Nel XX secolo, la concezione newtoniana dello spazio e del tempo è stata superata. Nella teoria della relatività di Albert Einstein lo spazio e il tempo assoluti non esistono, sostituiti dallo spazio-tempo. Ciò comporta dei cambiamenti nelle leggi del moto e della meccanica che, per velocità molto inferiori alla velocità della luce nel vuoto (c = 299792458 m/s), sono tuttavia praticamente impercettibili.

## Opere

Un pendolo di Newton sopra un volume dei Principia

### Pubblicate in vita
- De analysi per aequationes numero terminorum infinitas (scritto nel 1669, ma pubblicato nel 1711)
- De motu corporum in gyrum (1684)
- Philosophiae Naturalis Principia Mathematica (1687)
- Scala graduum Caloris. Calorum Descriptiones & signa (pubblicato anonimo nel 1701)
- Opticks (1704)
- Tractatus de quadratura curvarum (scritto nel 1665 e pubblicato 1704)
- Arithmetica Universalis (1707)

### Scritti postumi
- Praxis (scritto nel 1693)
- Optical Lectures (Lezioni di ottica del 1669-1671, pubblicate 1728)
- The System of the World (Il sistema del mondo 1728)
- Universal Arithmetic (1728)
- Observation upon the Prophecies of Daniel and Apocalypse of St. John (1733)
- The Method of Fluxions and Infinite Series (scritto nel 1711 e pubblicato nel 1736)
- The Chronology of Ancient Kingdoms, Amended (1728).
- An Historical Account of Two Notable Corruptions of Scripture (1754)
- Four Letters from Isaac Newton to Doctor Bentley Containing Some Arguments in Proof of a Deity (1756)
- Short Chronicle

I manoscritti segreti di Newton, di carattere teologico e iniziatico (in primis il Trattato sull'Apocalisse), vennero messi all'asta (Sotheby's) nel 1939 dai suoi eredi. L'economista inglese John Maynard Keynes ne acquistò una buona metà, che lasciò al King's College di Cambridge. L'altra parte venne acquistata dall'orientalista ebreo Abraham Salomon Ezekiel Yahuda, e donata in seguito allo Stato d'Israele, che a sua volta li affidò alla Biblioteca Nazionale di Gerusalemme.
Tutti i manoscritti noti di Newton sull'alchimia sono in corso di pubblicazione dal 2004 sul sito The Chymistry of Isaac Newton (un progetto dell'Indiana University). William R. Newman ha esposto i risultati delle ricerche nel suo libro Newton the Alchemist Science, Enigma, and the Quest for Nature's "Secret Fire".

### Edizioni antiche
- (LA) Isaac Newton, Analysis per quantitatum series, fluxiones, ac differentias, Amsterdam, Sumptibus Societatis, 1723. URL consultato l'11 marzo 2015.
- (LA) Isaac Newton, Arithmetica universalis. 1, Amsterdam, Marc Michel Rey, 1761. URL consultato l'11 marzo 2015.
- (LA) Isaac Newton, Arithmetica universalis. 2, Amsterdam, Marc Michel Rey, 1761. URL consultato l'11 marzo 2015.
- Isaac Newton, La cronologia degli antichi regni emendata, Venezia, Giovanni Tevernin, 1757. URL consultato l'11 marzo 2015.
- (LA) Isaac Newton, Lectiones opticae, Londra, William Innys, 1729. URL consultato l'11 marzo 2015.
- (EN) Isaac Newton, Observations upon the prophecies of Daniel and the Apocalypse of St. John, London, T Browne, John Darby, 1733. URL consultato l'11 marzo 2015.

### Traduzioni in inglese
- Isaac Newton, The Principia: a new Translation, I. Bernard Cohen, University of California, 1999 ISBN 0-520-08817-4.
- Isaac Newton, Papers and Letters in Natural Philosophy. Harvard, a cura di I. Bernard Cohen, 1958, 1978 ISBN 0-674-46853-8.

### Traduzioni in italiano
- Isaac Newton, Gottfried Wilhelm von Leibniz, La disputa Leibniz-Newton sull'analisi, a cura di Gianfranco Cantelli, Torino, Boringhieri, 1958.
- Isaac Newton, Sistema del mondo, a cura di Marcella Renzoni, Torino, Boringhieri, 1959.
- Isaac Newton, Principi Matematici della filosofia naturale, vol. I, nella collana Classici della scienza, Torino Utet, prima edizione 1965, ristampa 1997.
- Isaac Newton, Scritti di ottica, vol. II, nella collana Classici della scienza, Torino Utet, prima edizione 1978, ristampa 1997.
- Isaac Newton, Trattato sull'Apocalisse, a cura di Maurizio Mamiani, Torino, Bollati Boringhieri, 1994, ristampa 2011.
- Isaac Newton, La mente nascosta dell'imperatore. Manoscritti storico-religiosi e filosofico-scientifici di Isaac Newton, Novi Ligure, Città del Silenzio, 2016.
- Isaac Newton, Cronologia emendata degli antichi regni, a cura di Alessio A. Miglietta, Aicurzio (MI), Virtuosa-Mente, 2016.
- Isaac Newton, Scritti sulla luce e i colori, a cura di Franco Giudice, Milano, Rizzoli BUR, 2016.
- Isaac Newton, Principi matematici della filosofia naturale, a cura di Franco Giudice, Torino, Einaudi, 2018.

## Onorificenze
- – Knight Bachelor